# 秋葉ダム・ダイナマイト爆発事故
秋葉ダム・ダイナマイト爆発事故（あきばダム・ダイナマイトばくはつじこ）とは、静岡県浜松市天竜区・天竜川本川中流部の秋葉ダム建設現場でダイナマイトによる小規模な発破作業を行ったところ、この爆発の衝撃により、以前の発破作業でダム建設現場に仕掛けられたものの、不発のまま放置されていた大量のダイナマイトが誘爆し、多数の死傷者を出した事故である。

## 事故の概要
事故発生時までのダイナマイトによる発破作業は以下のとおりである。
- 1955年（昭和30年）1月15日、大規模爆破作業1回目。ダイナマイトの使用量は不明。
- 1月20日、大規模爆破作業2回目。ダイナマイトの使用量3.39トン（※実際にはそのうちの約1.9トンが爆破せず不発のまま工事現場に残っていた）。
- 2月1日、大規模爆破作業3回目。ダイナマイトの使用量1.19トン。
- 2月4日、「事故発生」。1.2キログラムのダイナマイトを爆破させたところ、1.9トンの不発だったダイナマイトが誘爆、大規模な爆発となった。
- 2月5日、大規模爆破作業4回目を実施予定だった。

1955年（昭和30年）2月4日午後1時40分頃、静岡県磐田郡龍山村横山（現・浜松市天竜区）の秋葉ダム第1発電所のダム建設現場にて小規模の発破作業を行うために1.2キログラムのダイナマイトを爆破させたところ、爆発の衝撃により1月20日に不発で終わったダイナマイトが誘爆。これにより大規模な災害が起きた。
事故当時、ダイナマイト技術者も他の一般作業員も、この日に爆破させるダイナマイトはわずか1.2キログラムの小規模なものであり、それほど遠くまで避難する必要はないと考えていた。しかし実際に爆破作業を行ったところ、1月20日の発破作業で不発のまま残っていたダイナマイトが誘爆し、約3,000立方メートルもの土砂が崩れて現場にいた合計19名の技術者と作業員が生き埋めとなり死亡した。
事故発生後、すぐさま電源開発や建設会社の作業員らが救出活動を開始したが、3名が救出後に死亡、16名については崩れた土砂から助け出した時には既に死亡していた。
なお、事故後にこの事故の原因となった1月20日の発破作業について詳しく調査されたが、発破作業の陣頭指揮を取っていたダイナマイトの製造会社（日本油脂）の社員もこの事故で死亡し、詳しい事故原因は判らなかった。